# John Bernard Gawthorpe
John Bernard Gawthorpe, britanski general, * 1891, † 1979.